# Lisi Maier

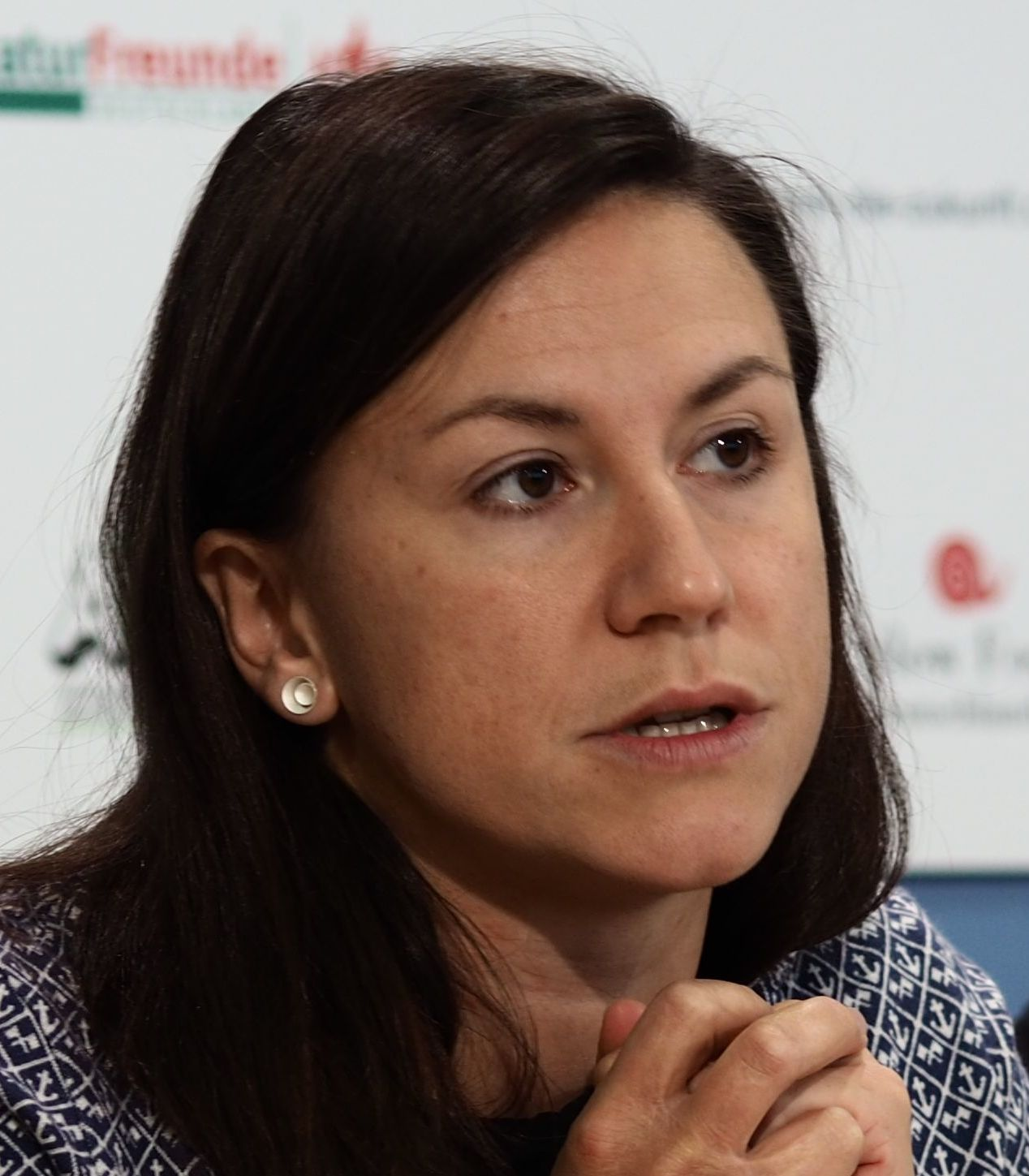
Lisi Maier, 2017

Elisabeth „Lisi“ Maier (* 18. Mai 1984) ist eine deutsche Verbandsfunktionärin. Sie war von 2012 bis 2021 BDKJ-Bundesvorsitzende und ist seither zusammen mit Arn Sauer Direktorin der Bundesstiftung Gleichstellung. Sie war Frau Europas 2021.

## Beruflicher Werdegang
Lisi Maier ist in Irschenberg in Oberbayern aufgewachsen. Nach der Mittleren Reife am Gymnasium Miesbach absolvierte sie bis 2003 eine Ausbildung zur Hauswirtschafterin. Im Jahr 2005 holte Maier ihr Abitur auf dem Zweiten Bildungsweg nach und studierte anschließend an der Ludwig-Maximilians-Universität München Politikwissenschaften, Soziologie und Wirtschaftswissenschaften. 2010 schloss sie ihr Lehramtsstudium ab. Von 2010 bis 2012 absolvierte sie ihr Referendariat an Realschulen in Krumbach und Kaufbeuren und ging anschließend nach Berlin. Berufsbegleitend studierte sie katholische Theologie, was sie ebenfalls mit dem Staatsexamen beendete.
Zum 1. November 2021 wurde sie zur Direktorin der nach der Bundestagswahl 2021 neu gegründeten Bundesstiftung Gleichstellung berufen, die sie zusammen mit Arn Sauer leitet.

## Jugendverbandsarbeit und Ehrenämter
Mit elf Jahren wurde Maier Mitglied der Kolpingjugend. Während ihrer Ausbildung und ihres Studiums engagierte sich Maier auf verschiedenen Ebenen der Kolpingjugend und des BDKJ. Zunächst war sie Kolpingjugend-Diözesanleiterin im Diözesanverband München und Freising, anschließend Landesleiterin der Kolpingjugend Bayern. Ihre Schwerpunkte lagen in der Politik für junge Auszubildende, der Ehrenamtsförderung und der Gleichstellung.
2012 wurde sie von der BDKJ-Hauptversammlung zur hauptamtlichen Bundesvorsitzenden des Bundes der deutschen Katholischen Jugend (BDKJ) gewählt. 2015 und 2018 wurde sie bestätigt und führte während ihrer Amtszeit bis zum 31. Juli 2021 das Berliner Hauptstadtbüro der BDKJ-Bundesstelle. Schwerpunkte in ihrer Amtszeit waren das Engagement gegen Rechtsextremismus, die Stärkung der internationalen Jugendarbeit und die Gleichstellungsarbeit.
Von 2013 bis 2021 war sie (zeitweilig zusammen mit Stephan Groschwitz bzw. Tobias Köck) Vorsitzende des Deutschen Bundesjugendrings. 2014 und 2018 wurde sie in das Bundesjugendkuratorium des Bundesministeriums für Familie, Senioren, Frauen und Jugend berufen. 2019 wurde Maier in den Rat für Nachhaltige Entwicklung berufen.
Neben ihren Ämtern in der Jugendverbandsarbeit war Maier auch politisch aktiv und engagierte sich in der Jugendsozialarbeit. 2008 wurde sie in den Gemeinderat ihres Heimatdorfes Irschenberg gewählt; das Mandat legte sie 2010 nieder. Von 2016 bis 2021 war sie Vorsitzende der Bundesarbeitsgemeinschaft Katholische Jugendsozialarbeit (BAG KJS) und befasste sich schwerpunktmäßig mit Themen der Jugendberufshilfe. Außerdem war sie als BDKJ-Vorsitzende von 2012 bis 2021 Mitglied des Zentralkomitees der deutschen Katholiken (ZdK). Seit 2022 berät sie die Kommission für gesellschaftliche und soziale Fragen der Deutschen Bischofskonferenz. Sie ist Mitglied der Katholischen Landjugendbewegung (KLJB), des Kolpingwerks und des Katholischen Deutschen Frauenbunds sowie bei ver.di. Sie sitzt im Beirat der bundesunmittelbaren Stiftung Orte der deutschen Demokratiegeschichte.
Lisi Maier war von 2016 bis November 2021 stellvertretende Vorsitzende des Deutschen Frauenrats, den sie in europäischen Gremien wie der European Women’s Lobby vertrat.

## Auszeichnungen
2021 wurde Lisi Maier von der Europäische Bewegung Deutschland für ihre Vision eines jugendfreundlichen, demokratischen und solidarischen Europas insbesondere im Zusammenhang mit ihrem Engagement für den Aufbau des Ukrainischen Jugendrings zur deutschen Frau Europas 2021 gekürt. Am 24. Februar 2022, dem Tag des russischen Einmarsches in die Ukraine, wurde Maier für ihr jugend- und frauenpolitisches Engagement die Verdienstmedaille des Bundesverdienstkreuzes verliehen. Maier, die wegen der von ihr aufgebauten Partnerarbeit mit dem Ukrainischen Jugendring ein besonderes Verhältnis zu dem angegriffenen Land hat, erschien zur Ordensverleihung demonstrativ in blau-gelber Kleidung, den Landesfarben der Ukraine.

## Veröffentlichungen
- Dienen ohne Zwang In: SZ vom 14. August 2018[13]
- Sozial-ökologische Generationengerechtigkeit - No Future war gestern In: politische ökologie 01 - 2014; Ökologische Gerechtigkeit Strategische Allianzen zwischen Umweltschutz und Sozialpolitik